# Lovsång
För andra betydelser, se Lovsång (olika betydelser).
Lovsång är en sång i vilken någon eller något förhärligas, särskilt som sång eller hymn till Guds förhärligande eller med lov och tack till Gud. Mer allmänt eller bildligt är en lovsång ett entusiastiskt prisande av någon eller något.

## Subkultur i religionen
Lovsång kan även vara en form av bön för att hylla och uttrycka sin kärlek till Gud. Inom kristendomen har lovsång använts under hela dess tid, även om formerna har växlat under årtusendena.
Lovsång kallas också den modernare gudstjänstmusik som kommit att komplettera de traditionella psalmerna och läsarsångerna. Denna trend startade i Jesusrörelsen[källa behövs] och har givit upphov till en bred subkultur med egna tidskrifter, utbildningar och skivbransch.
Lovsång i denna betydelse är vanlig inom frikyrkliga och karismatiska rörelser men finns även i andra protestantiska kyrkor och inom Romersk-katolska kyrkan, exempelvis i Kommuniteten i Taizé som startades 1949. Samfund som är särskilt inriktade på lovsång är Vineyard-rörelsen och Hillsong kyrkorna samt den kaliforniska församlingen Calvary Chapel (se Jesusfolket) som var en av de kyrkor som startade lovsångstrenden.

### Skivindustri
Nämnda kyrkor ger ut mängder av skivor. Vineyard har ett okommersiellt skivbolag som distribuerar lovsångsmusik från bland annat Storbritannien, Brasilien, USA, Tyskland, Australien, Sydafrika och Norden. Hillsongs församlingar i London, Kiev, Paris och Sydney ger ut musik på ett gemensamt bolag och även Calvary Chapel har ett skivbolag, Maranatha! Music, som har varit till stor betydelse för lovsångsmusikens framväxt men dock inte är särskilt stort idag.
Exempel på svenska skivbolag som inriktar sig på lovsång är Livets Ords Förlag, David Media, Adora Records,  Eld Records och Vineyard Music-nordic.

### Vanor
Lovsången sköts vanligen av så kallade lovsångsledare och lovsångsteam. Dessas uppgift är att hjälpa, uppmuntra och inspirera församlingen att tillbe och komma närmare Gud.

### Kritik
På många håll har konflikter uppstått mellan företrädare för den traditionella musiken och företrädare för den moderna. 

## Lovpsalm
Det finns många lovsånger i samfundens respektive psalmböcker. Dessa kallas ibland för "ståpsalmer" eller "ståverser" om det avser en specifik vers. Exempel på lovpsalmer kan hittas på specialsidan "lovpsalm".

## Källhänvisningar
1. ↑  Svenska Akademiens ordbok